# Table des caractères Unicode/U31F0
Cette page contient des caractères spéciaux ou non latins. S’ils s’affichent mal (▯, ?, etc.), consultez la page d’aide Unicode.
Table des caractères Unicode U+30A0 à U+30FF.

## Katakana – extensions phonétiques
Petites variantes phonétiques de syllabes (consonnes-voyelles) de l’écriture japonaise katakana (carrée).

### Table des caractères
| en fr  | 0  | 1  | 2  | 3  | 4  | 5  | 6  | 7  | 8  | 9  | A  | B  | C  | D  | E  | F  |
| U+31F0 | ㇰ | ㇱ | ㇲ | ㇳ | ㇴ | ㇵ | ㇶ | ㇷ | ㇸ | ㇹ | ㇺ | ㇻ | ㇼ | ㇽ | ㇾ | ㇿ |
| ------ | -- | -- | -- | -- | -- | -- | -- | -- | -- | -- | -- | -- | -- | -- | -- | -- |